# Tjakko Kuiper
Tjakko Warmolt Lubbertus Jan Kuiper (Groningen, 22 december 1898 – Amsterdam, 26 november 1927) was een Nederlands zanger. Hij werd berucht als de moordenaar van de Nederlandse zanger en cabaretier Jean-Louis Pisuisse en zangeres Jenny Gilliams.

## Biografie
Kuiper werd op 22 december 1898 in Groningen geboren als zoon van de winkelbediende Lulof Kuiper en van Grietje Eefting. Kuiper begon zijn werkzame bestaan als kappersbediende in Dordrecht.

### Vroege carrière
Zijn eerste schreden als zanger zette hij in Dordrecht door zangles te nemen bij Hendrik Giltay. Vanaf 1921 studeerde hij klassieke zang bij Cornélie van Zanten in Den Haag en later ook aan de Royal Academy for Music in Londen. In die tijd trad hij samen op met Jo Vincent. Hij werd lid van een operettegezelschap en verloofde zich met de Britse Leslie Cockshott. Haar ouders wensten dat Kuiper hun dochter financieel kon onderhouden en daarom ging hij op zoek naar een andere baan.

### Samenwerking met Jean-Louis Pisuisse
Op 1 augustus 1927 tekende Kuiper bij de populaire zanger en cabaretier Jean-Louis Pisuisse een contract voor het loon van 12,5 tot 15 gulden per dag. Kuiper zong in Pisuisse's gezelschap vooral mee met Pisuisse's vrouw, Jenny Gilliams. Samen zongen ze met veel succes Engelstalige romantische duetten. Tussen Gilliams en Kuiper ontstond echter algauw een buitenechtelijke affaire. Alhoewel Pisuisse zelf geregeld overspel pleegde, dwong hij Gilliams in september 1927 na zeven jaar relatie met hem te trouwen. Een maand later werd Kuiper ontslagen. Toch zetten Kuiper en Gilliams hun affaire nog voort tot november van dat jaar. Daarna koos ze definitief voor Pisuisse, tot grote woede en verdriet van Kuiper.

### De moord

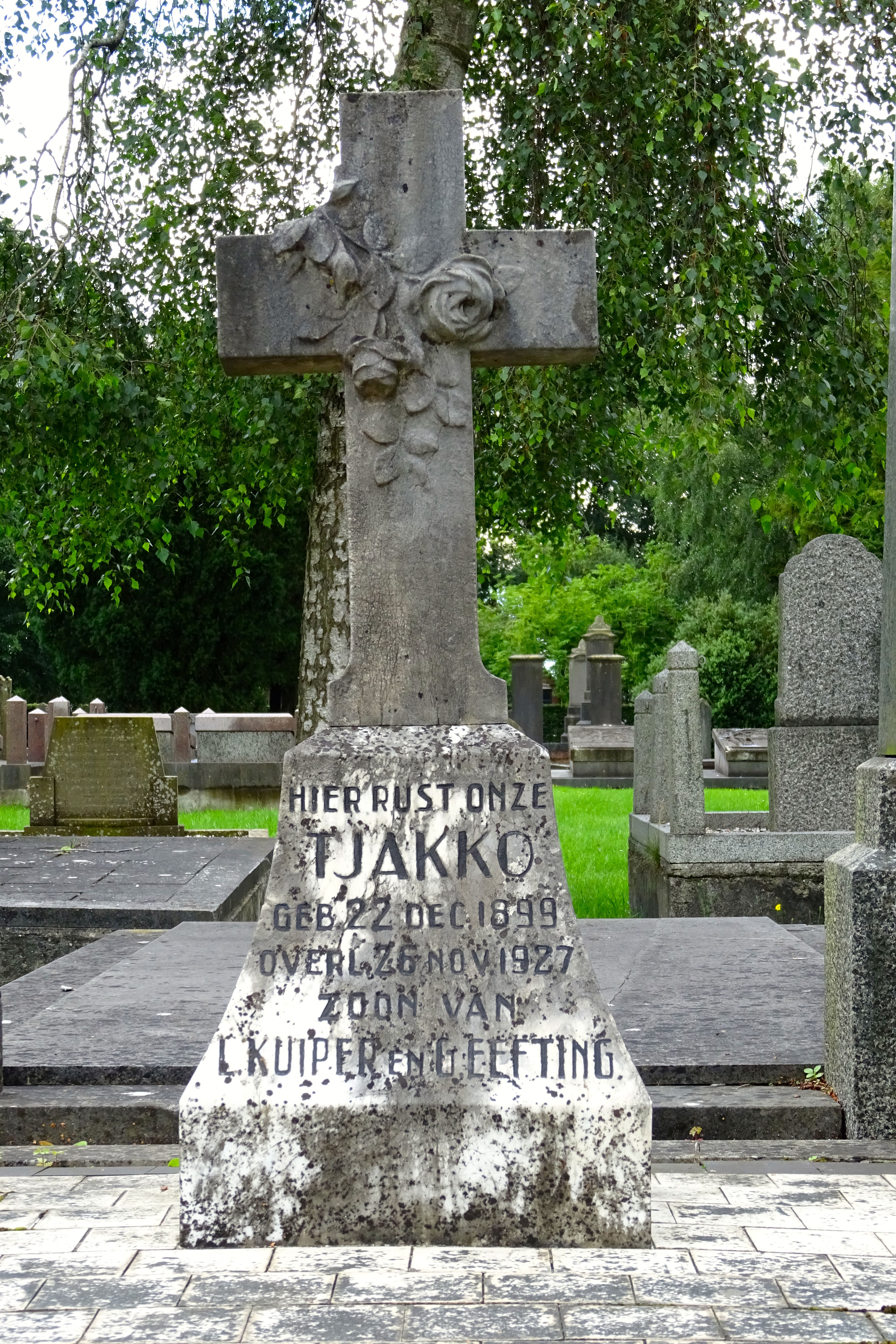
Grafmonument van Tjakko Kuiper op de begraafplaats in Stadskanaal

Op 26 november 1927 kocht Kuiper een Duits legerpistool, een parabellum 9 millimeter, gevuld met zes patronen en vertrok naar het Amsterdamse Rembrandtplein. Pisuisse en zijn vrouw hadden ’s middags een voorstelling gegeven en dineerden daarna in het Schiller Hotel in afwachting van hun avondvoorstelling. Kuiper wist hiervan en liet hen via een kelner een briefje brengen. Op het papiertje vermeldde Kuiper dat hij hen even wilde spreken, maar Pisuisse weigerde hier op in te gaan. Rond acht uur verliet het koppel het hotel en stak het Rembrandtplein over om naar het theater Mille Colonnes te gaan. Vlak bij het standbeeld van Rembrandt schoot Kuiper toen op zijn ex-minnares, maar Pisuisse gooide zich voor haar. Kuiper vuurde driemaal en raakte Pisuisse in de borst. Daarna schoot hij nog tweemaal op Gilliams die in de hartstreek werd getroffen. Vervolgens richtte hij zijn pistool op zijn eigen hart en pleegde zelfmoord. Kuiper overleed ter plekke. Pisuisse werd nog naar het politiebureau aan de Halvemaansteeg gebracht, maar stierf daar, terwijl Gilliams een uur later in het Binnengasthuis bezweek.
Kuiper werd op 30 november 1927 begraven op de Nieuwe Oosterbegraafplaats in Amsterdam. Zijn moeder liet hem in 1928 herbegraven op de begraafplaats naast de Semsstraatkerk in Stadskanaal.